# Pays d'Aix Venelles Volley-Ball 2014-2015
Questa voce raccoglie le informazioni riguardanti il Pays d'Aix Venelles Volley-Ball nelle competizioni ufficiali della stagione 2014-2015.

## Organigramma societario
Area direttiva
- Presidente: Bernard Soulas
- Vicepresidente: Philippe Verdu
- Segreteria generale: Denise Legrand
- Consiglieri: Jean Pierre Deguines, Sylvie Rouart, Jean Louis Martinez, Catherine Tissandier, Michel Bianco

Area organizzativa
- Tesoriere: Dominique Martinez

Area tecnica
- Allenatore: André Felix
- Allenatore in seconda: Lionel Bonnaure

Area sanitaria
- Medico: Jean Pierre Cervetti
- Kinesiterapista: Stéphane Tallour
- Preparatore atletico: Amélie Tessir

## Rosa
| N° | Nome               | Ruolo | Data di nascita  | Nazionalità sportiva |
| -- | ------------------ | ----- | ---------------- | -------------------- |
| 1  | Soňa Mikysková     | S/O   | 2 maggio 1989    | Rep. Ceca            |
| 2  | Tamara Matos       | C     | 19 luglio 1985   | Brasile              |
| 3  | Amélie Rotar       | C/O   | 24 ottobre 2000  | Francia              |
| 4  | Kateřina Kočiová   | S     | 3 febbraio 1988  | Rep. Ceca            |
| 5  | Mallory Steux      | P     | 24 ottobre 1988  | Francia              |
| 6  | Camille Crousillat | S     | 23 marzo 1990    | Francia              |
| 7  | Marie-Sara Sicard  | P     | 25 novembre 1994 | Francia              |
| 8  | Anja Zdovc         | S     | 24 agosto 1987   | Slovenia             |
| 15 | Sara Hutinski      | C     | 20 giugno 1991   | Slovenia             |
| 16 | Laura Ong          | L     | 30 aprile 1989   | Francia              |
| 17 | Lydia Oulmou       | C     | 2 febbraio 1986  | Algeria              |